# Copa do Mundo FIFA Sub-17 de 2009
A Copa do Mundo FIFA Sub-17 de 2009 foi a 13ª edição da competição para jogadores com até 17 anos de idade. Foi disputada na Nigéria entre 24 de outubro a 15 de novembro.
A Suíça conquistou o título inédito após vencer os anfitriões nigerianos na final por 1–0. De forma invicta, foi a primeira conquista suíça em competições organizadas pela FIFA.

## Sedes
A 21 de maio de 2009 após a inspecção dos estádios a FIFA, representada pelo vice-presidente e presidente da Comissão Organizadora para o torneio, Jack A. Warner, constatou que apenas dois estádios estavam perto de estarem prontos. Desta forma a FIFA mostrou um "cartão amarelo" à organização de forma a pressionar e exigir avanços a curto prazo.
A Federação Internacional de Futebol (FIFA) escolheu seis, dentre oito, as sedes e locais onde o torneio se realizou.
A cidade de Warri também estava entre as candidatas, mas foi removida devido a atual situação política na região do Delta do rio Níger:
| Abuja     | Estádio Nacional                | 60.491 | Abuja Lagos Enugu Ijebu Ode Kano Calabar Kaduna BauchiCidades-sede | Abuja Lagos Enugu Ijebu Ode Kano Calabar Kaduna BauchiCidades-sede | Abuja Lagos Enugu Ijebu Ode Kano Calabar Kaduna BauchiCidades-sede | Abuja Lagos Enugu Ijebu Ode Kano Calabar Kaduna BauchiCidades-sede |
| Lagos     | Estádio Teslim Balogun          | 24.325 | Abuja Lagos Enugu Ijebu Ode Kano Calabar Kaduna BauchiCidades-sede | Abuja Lagos Enugu Ijebu Ode Kano Calabar Kaduna BauchiCidades-sede | Abuja Lagos Enugu Ijebu Ode Kano Calabar Kaduna BauchiCidades-sede | Abuja Lagos Enugu Ijebu Ode Kano Calabar Kaduna BauchiCidades-sede |
| Enugu     | Estádio Nnamdi Azikiwe          | 22.000 | Abuja Lagos Enugu Ijebu Ode Kano Calabar Kaduna BauchiCidades-sede | Abuja Lagos Enugu Ijebu Ode Kano Calabar Kaduna BauchiCidades-sede | Abuja Lagos Enugu Ijebu Ode Kano Calabar Kaduna BauchiCidades-sede | Abuja Lagos Enugu Ijebu Ode Kano Calabar Kaduna BauchiCidades-sede |
| Ijebu Ode | Estádio Gateway                 | 20.000 | Abuja Lagos Enugu Ijebu Ode Kano Calabar Kaduna BauchiCidades-sede | Abuja Lagos Enugu Ijebu Ode Kano Calabar Kaduna BauchiCidades-sede | Abuja Lagos Enugu Ijebu Ode Kano Calabar Kaduna BauchiCidades-sede | Abuja Lagos Enugu Ijebu Ode Kano Calabar Kaduna BauchiCidades-sede |
| Kano      | Estádio Sani Abacha             | 18.000 | Abuja Lagos Enugu Ijebu Ode Kano Calabar Kaduna BauchiCidades-sede | Abuja Lagos Enugu Ijebu Ode Kano Calabar Kaduna BauchiCidades-sede | Abuja Lagos Enugu Ijebu Ode Kano Calabar Kaduna BauchiCidades-sede | Abuja Lagos Enugu Ijebu Ode Kano Calabar Kaduna BauchiCidades-sede |
| Kaduna    | Estádio Ahmadou Bello           | 16.500 | Abuja Lagos Enugu Ijebu Ode Kano Calabar Kaduna BauchiCidades-sede | Abuja Lagos Enugu Ijebu Ode Kano Calabar Kaduna BauchiCidades-sede | Abuja Lagos Enugu Ijebu Ode Kano Calabar Kaduna BauchiCidades-sede | Abuja Lagos Enugu Ijebu Ode Kano Calabar Kaduna BauchiCidades-sede |
| Calabar   | Estádio U.J. Esuene             | 16.000 | Abuja Lagos Enugu Ijebu Ode Kano Calabar Kaduna BauchiCidades-sede | Abuja Lagos Enugu Ijebu Ode Kano Calabar Kaduna BauchiCidades-sede | Abuja Lagos Enugu Ijebu Ode Kano Calabar Kaduna BauchiCidades-sede | Abuja Lagos Enugu Ijebu Ode Kano Calabar Kaduna BauchiCidades-sede |
| Bauchi    | Estádio Abubarkar Tafawa Balewa | 15.000 | Abuja Lagos Enugu Ijebu Ode Kano Calabar Kaduna BauchiCidades-sede | Abuja Lagos Enugu Ijebu Ode Kano Calabar Kaduna BauchiCidades-sede | Abuja Lagos Enugu Ijebu Ode Kano Calabar Kaduna BauchiCidades-sede | Abuja Lagos Enugu Ijebu Ode Kano Calabar Kaduna BauchiCidades-sede |

## Qualificação
As selecções qualificadas por cada uma das confederações ficaram todas definidas em maio de 2009:
| Confederação                                  | Torneio qualificatório                  | Classificado(s)                                     |
| --------------------------------------------- | --------------------------------------- | --------------------------------------------------- |
| AFC (Ásia)                                    | Campeonato Asiático Sub-16 de 2008      | Irã Coreia do Sul Japão Emirados Árabes Unidos      |
| CAF (África)                                  | Campeonato Africano Sub-17 de 2009      | Gâmbia Argélia Malawi Burquina Fasso                |
| CONCACAF (América do Norte, Central e Caribe) | Campeonato Sub-17 da CONCACAF de 2009   | México Estados Unidos Costa Rica Honduras           |
| CONMEBOL (América do Sul)                     | Campeonato Sul-Americano Sub-17 de 2009 | Brasil Argentina Uruguai Colômbia                   |
| OFC (Oceania)                                 | Campeonato Sub-17 da OFC de 2009        | Nova Zelândia                                       |
| UEFA (Europa)                                 | Campeonato Europeu Sub-17 de 2009       | Alemanha Países Baixos Suíça Itália Espanha Turquia |
| Anfitrião                                     | Anfitrião                               | Nigéria                                             |

## Árbitros
Esta é a lista de árbitros que atuaram na Copa do Mundo Sub-17 de 2009.
| Árbitros                     | Assistentes                               |
| AFC                          | AFC                                       |
| ---------------------------- | ----------------------------------------- |
| UZB Ravshan Irmatov          | UZB Rafael Ilyasov KGZ Bahadyr Kochkarov  |
| MAS Subkhiddin Mohd Salleh • |                                           |
| CAF                          |                                           |
| MLI Koman Coulibaly          | MAR Redouane Achik ANG Manuel Cândido     |
| RSA Jerome Damon             | RSA Enock Molefe ZAM Kenneth Chichenga    |
| SEY Eddy Maillet             | CMR Evarist Menkouande SEY Jason Damoo    |
| ALG Mohamed Benouza •        | EGY Nasser Nabi • ALG Maamar Chabane •    |
| CONCACAF                     |                                           |
| USA Jair Marrufo             | JAM Ricardo Morgan USA Charles Morgante   |
| GUA Carlos Batres            | CRC Leonel Leal HON Carlos Pastrana       |
| OFC                          |                                           |
| NZL Michael Hester           | NZL Jan-Hendrik Hintz TGA Tevita Makasini |
| NZL Peter O'Leary •          |                                           |

| Árbitros            | Assistentes                                 |
| CONMEBOL            | CONMEBOL                                    |
| ------------------- | ------------------------------------------- |
| PAR Carlos Amarilla | PAR Emigdio Roa PAR Nicolas Yegros          |
| CHI Pablo Pozo      | CHI Patricio Basualto CHI Francisco Mondria |
| URU Martín Vázquez  | URU Carlos Pastorino URU Miguel Nievas      |
| UEFA                |                                             |
| SUI Massimo Busacca | SUI Matthias Arnet SUI Manuel Navarro       |
| HUN Viktor Kassai   | HUN Gábor Erős HUN Tibor Vámos              |
| FRA Stéphane Lannoy | FRA Eric Dansault FRA Laurent Ugo           |
| NOR Tom Øvrebø      | NOR Geir Holen NOR Dag Nebben               |
| GER Wolfgang Stark  | GER Volker Wezel GER Jan Salver             |
| ENG Howard Webb     | ENG Darren Cann ENG Michael Mullarkey       |

• Árbitro reserva

## Sorteio
O sorteio dos jogos do torneio realizou-se em 7 de agosto de 2009, com a seguinte distribuição das equipes pelos potes:
| Pote 1                                              | Pote 2                                                      | Pote 3                                                                | Pote 4                                              |
| --------------------------------------------------- | ----------------------------------------------------------- | --------------------------------------------------------------------- | --------------------------------------------------- |
| Nigéria Argélia Burquina Fasso Gâmbia Malawi Brasil | Argentina Colômbia Costa Rica Estados Unidos México Uruguai | Irã Japão Coreia do Sul Emirados Árabes Unidos Honduras Nova Zelândia | Alemanha Itália Países Baixos Espanha Suíça Turquia |

## Fase de grupos
O sorteio ditou os grupos e jogos seguintes:
|  | Equipes classificadas às oitavas-de-final                   |
|  | Equipes classificadas como melhores terceiros classificados |
|  | Equipes eliminadas                                          |

### Grupo A
| Selecção  | Pts | J | V | E | D | GM | GS | +/- |
| --------- | --- | - | - | - | - | -- | -- | --- |
| Nigéria   | 7   | 3 | 2 | 1 | 0 | 6  | 4  | +2  |
| Argentina | 6   | 3 | 2 | 0 | 1 | 4  | 3  | +1  |
| Alemanha  | 4   | 3 | 1 | 1 | 1 | 7  | 6  | +1  |
| Honduras  | 0   | 3 | 0 | 0 | 3 | 1  | 5  | -4  |

Todas as partidas seguem o fuso horário local (UTC+1).
| 24 de outubro | Honduras | 0 – 1     | Argentina  | Estádio Nacional, Abuja                      |
| 16:00         |          | Relatório | Araújo 59' | Público: 19,560 Árbitro: SUI Massimo Busacca |

| 24 de outubro | Nigéria                                      | 3 – 3     | Alemanha                          | Estádio Nacional, Abuja                      |
| 19:30         | S. Okoro 54' (pen) · Omeruo 59' · Egbedi 61' | Relatório | Thy 21' · Mustafi 39' · Götze 47' | Público: 21,300 Árbitro: UZB Ravshan Irmatov |

| 27 de outubro | Argentina                        | 2 – 1     | Alemanha | Estádio Nacional, Abuja                      |
| 16:00         | Espíndola 57' (pen) · Araújo 58' | Relatório | Götze 8' | Público: 14,400 Árbitro: MLI Koman Coulibaly |

| 27 de outubro | Nigéria    | 1 – 0     | Honduras | Estádio Nacional, Abuja                      |
| 19:00         | Ajagun 55' | Relatório |          | Público: 42,900 Árbitro: FRA Stéphane Lannoy |

| 30 de outubro | Alemanha                   | 3 – 1     | Honduras   | Estádio Nacional, Abuja                     |
| 16:00         | Thy 55', 56' · Volland 73' | Relatório | Lozano 46' | Público: 3,090 Árbitro: PAR Carlos Amarilla |

| 30 de outubro | Argentina | 1 – 2     | Nigéria                       | Estádio Abubarkar Tafawa Balewa, Bauchi   |
| 16:00         | Orfano 2' | Relatório | Ojabu 5' · Emmanuel 72' (pen) | Público: 11,467 Árbitro: USA Jair Marrufo |

### Grupo B
| Selecção | Pts | J | V | E | D | GM | GS | +/- |
| -------- | --- | - | - | - | - | -- | -- | --- |
| Suíça    | 9   | 3 | 3 | 0 | 0 | 7  | 3  | +4  |
| México   | 6   | 3 | 2 | 0 | 1 | 3  | 2  | +1  |
| Brasil   | 3   | 3 | 1 | 0 | 2 | 3  | 4  | -1  |
| Japão    | 0   | 3 | 0 | 0 | 3 | 5  | 9  | -4  |

Todas as partidas seguem o fuso horário local (UTC+1).
| 24 de outubro | México | 0 – 2     | Suíça                             | Estádio Teslim Balogun, Lagos              |
| 16:00         |        | Relatório | Kasami 22' · Rodríguez 42' (g.c.) | Público: 9,870 Árbitro: NZL Michael Hester |

| 24 de outubro | Brasil                                        | 3 – 2     | Japão                     | Estádio Teslim Balogun, Lagos            |
| 19:00         | Guilherme 26' · Neymar 67' · Wellington 90+4' | Relatório | Takagi 35' · Sugimoto 84' | Público: 15,254 Árbitro: ENG Howard Webb |

| 27 de outubro | Suíça                                          | 4 – 3     | Japão                             | Estádio Teslim Balogun, Lagos             |
| 16:00         | Seferović 42', 51' · Xhaka 53' · Rodríguez 74' | Relatório | Miyatoshi 9', 20' · Kojima 90'+3' | Público: 9,920 Árbitro: GUA Carlos Batres |

| 27 de outubro | Brasil | 0 – 1     | México      | Estádio Teslim Balogun, Lagos                   |
| 19:00         |        | Relatório | Basulto 70' | Público: 21,115 Árbitro: NOR Tom Henning Øvrebø |

| 30 de outubro | Japão | 0 – 2     | México                 | Estádio Teslim Balogun, Lagos                |
| 19:00         |       | Relatório | Campos 65' · Parra 79' | Público: 17,105 Árbitro: FRA Stéphane Lannoy |

| 30 de outubro | Suíça           | 1 – 0     | Brasil | Estádio Nacional, Abuja                  |
| 19:00         | Ben Khalifa 21' | Relatório |        | Público: 4,250 Árbitro: SEY Eddy Maillet |

### Grupo C
| Selecção      | Pts | J | V | E | D | GM | GS | +/- |
| ------------- | --- | - | - | - | - | -- | -- | --- |
| Irã           | 7   | 3 | 2 | 1 | 0 | 3  | 0  | +3  |
| Colômbia      | 5   | 3 | 1 | 2 | 0 | 4  | 3  | +1  |
| Países Baixos | 3   | 3 | 1 | 0 | 2 | 3  | 4  | -1  |
| Gâmbia        | 1   | 3 | 0 | 1 | 2 | 3  | 6  | -3  |

Todas as partidas seguem o fuso horário local (UTC+1).
| 25 de outubro | Irã                        | 2 – 0     | Gâmbia | Estádio U.J. Esuene, Calabar           |
| 16:00         | Sadeghian 44' · Rezaei 84' | Relatório |        | Público: 9,200 Árbitro: CHI Pablo Pozo |

| 25 de outubro | Colômbia                   | 2 – 1     | Países Baixos     | Estádio U.J. Esuene, Calabar              |
| 19:00         | Castillo 56' · Córdoba 72' | Relatório | Özyakup 69' (pen) | Público: 10,100 Árbitro: RSA Jerome Damon |

| 28 de outubro | Países Baixos              | 2 – 1     | Gâmbia              | Estádio U.J. Esuene, Calabar                |
| 16:00         | Castaignos 19' · Boere 70' | Relatório | E. Bojang 26' (pen) | Público: 6,800 Árbitro: UZB Ravshan Irmatov |

| 28 de outubro | Irã | 0 – 0     | Colômbia | Estádio U.J. Esuene, Calabar               |
| 19:00         |     | Relatório |          | Público: 8,600 Árbitro: NZL Michael Hester |

| 31 de outubro | Gâmbia                         | 2 – 2     | Colômbia               | Estádio U.J. Esuene, Calabar            |
| 16:00         | S. Samateh 19' · E. Bojang 42' | Relatório | Cuéllar 78', 89' (pen) | Público: 6,100 Árbitro: ENG Howard Webb |

| 31 de outubro | Países Baixos | 0 – 1     | Irã         | Estádio Nnamdi Azikiwe, Enugu             |
| 16:00         |               | Relatório | Gharibi 25' | Público: 7,461 Árbitro: GUA Carlos Batres |

### Grupo D
| Selecção       | Pts | J | V | E | D | GM | GS | +/- |
| -------------- | --- | - | - | - | - | -- | -- | --- |
| Turquia        | 7   | 3 | 2 | 1 | 0 | 6  | 2  | +4  |
| Burquina Fasso | 4   | 3 | 1 | 1 | 1 | 5  | 3  | +2  |
| Nova Zelândia  | 3   | 3 | 0 | 3 | 0 | 3  | 3  | 0   |
| Costa Rica     | 1   | 3 | 0 | 1 | 2 | 3  | 9  | -6  |

Todas as partidas seguem o fuso horário local (UTC+1).
| 25 de outubro | Turquia  | 1 – 0     | Burquina Fasso | Estádio Nnamdi Azikiwe, Enugu                |
| 16:00         | Demir 3' | Relatório |                | Público: 12,350 Árbitro: PAR Carlos Amarilla |

| 25 de outubro | Costa Rica   | 1 – 1     | Nova Zelândia | Estádio Nnamdi Azikiwe, Enugu             |
| 19:00         | Campbell 35' | Relatório | Built 19'     | Público: 16,850 Árbitro: SEY Eddy Maillet |

| 28 de outubro | Nova Zelândia | 1 – 1     | Burquina Fasso | Estádio Nnamdi Azikiwe, Enugu            |
| 16:00         | Murie 57'     | Relatório | V. Nikiema 12' | Público: 10,195 Árbitro: ENG Howard Webb |

| 29 de outubro[a] | Turquia                                            | 4 – 1     | Costa Rica | Estádio Nnamdi Azikiwe, Enugu            |
| 15:00            | Sahiner 3' · Demir 33' · Bekdemir 42' · Iravul 70' | Relatório | Moya 44'   | Público: 5,632 Árbitro: RSA Jerome Damon |

| 31 de outubro | Burquina Fasso                                              | 4 – 1     | Costa Rica  | Estádio Nnamdi Azikiwe, Enugu                |
| 19:00         | Zoungrana 12' · Ibrango 38' · Ouedraogo 82' · B. Traoré 90' | Relatório | Golobio 86' | Público: 11,483 Árbitro: UZB Ravshan Irmatov |

| 31 de outubro | Nova Zelândia        | 1 – 1     | Turquia      | Estádio U.J. Esuene, Calabar               |
| 19:00         | Hobson-McVeigh 90+1' | Relatório | Bekdemir 17' | Público: 7,000 Árbitro: URU Martín Vázquez |

a. ^  A partida entre Turquia e Costa Rica foi realizada durante 21 minutos em 28 de outubro, mas suspensa e posteriormente cancelada devido a falta de condições do campo causada por uma forte chuva que atingiu a cidade de Enugu. Remarcada para o dia seguinte.

### Grupo E
| Selecção               | Pts | J | V | E | D | GM | GS | +/- |
| ---------------------- | --- | - | - | - | - | -- | -- | --- |
| Espanha                | 9   | 3 | 3 | 0 | 0 | 9  | 3  | +6  |
| Estados Unidos         | 6   | 3 | 2 | 0 | 1 | 3  | 2  | +1  |
| Emirados Árabes Unidos | 3   | 3 | 1 | 0 | 2 | 3  | 4  | -1  |
| Malawi                 | 0   | 3 | 0 | 0 | 3 | 1  | 7  | -6  |

Todas as partidas seguem o fuso horário local (UTC+1).
| 26 de outubro | Emirados Árabes Unidos             | 2 – 0     | Malawi | Estádio Sani Abacha, Kano                  |
| 16:00         | Al Saffar 63' · Mohammad Sebil 81' | Relatório |        | Público: 8,500 Árbitro: URU Martín Vázquez |

| 26 de outubro | Espanha                 | 2 – 1     | Estados Unidos | Estádio Sani Abacha, Kano                  |
| 19:00         | Borja 22' · Sarabia 30' | Relatório | McInerney 4'   | Público: 19,500 Árbitro: HUN Viktor Kassai |

| 29 de outubro | Estados Unidos | 1 – 0     | Malawi | Estádio Sani Abacha, Kano                   |
| 16:00         | Shinsky 54'    | Relatório |        | Público: 9,000 Árbitro: SUI Massimo Busacca |

| 29 de outubro | Emirados Árabes Unidos | 1 – 3     | Espanha                            | Estádio Sani Abacha, Kano                   |
| 19:00         | Mohammad Sebil 68'     | Relatório | Isco 12' · Borja 19' · Carmona 88' | Público: 20,000 Árbitro: GER Wolfgang Stark |

| 1 de novembro | Malawi      | 1 – 4     | Espanha                                      | Estádio Sani Abacha, Kano              |
| 16:00         | Milanzi 82' | Relatório | Carmona 32' · Morata 60', 74' · Espinosa 62' | Público: 7,000 Árbitro: CHI Pablo Pozo |

| 1 de novembro | Estados Unidos | 1 – 0     | Emirados Árabes Unidos | Estádio Gateway, Ijebu Ode                   |
| 16:00         | McInerney 35'  | Relatório |                        | Público: 13,780 Árbitro: MLI Koman Coulibaly |

### Grupo F
| Selecção      | Pts | J | V | E | D | GM | GS | +/- |
| ------------- | --- | - | - | - | - | -- | -- | --- |
| Itália        | 7   | 3 | 2 | 1 | 0 | 3  | 1  | +2  |
| Coreia do Sul | 6   | 3 | 2 | 0 | 1 | 6  | 3  | +3  |
| Uruguai       | 4   | 3 | 1 | 1 | 1 | 3  | 3  | 0   |
| Argélia       | 0   | 3 | 0 | 0 | 3 | 0  | 5  | -5  |

Todas as partidas seguem o fuso horário local (UTC+1).
| 26 de outubro | Uruguai            | 1 – 3     | Coreia do Sul                                           | Estádio Ahmadou Bello, Kaduna               |
| 16:00         | Gallegos 60' (pen) | Relatório | Nam Seung-Woo 13' · Son Heung-Min 62' · Lee Jong-Ho 90' | Público: 13,700 Árbitro: GER Wolfgang Stark |

| 26 de outubro | Argélia | 0 – 1     | Itália      | Estádio Ahmadou Bello, Kaduna             |
| 19:00         |         | Relatório | Carraro 78' | Público: 18,418 Árbitro: USA Jair Marrufo |

| 29 de outubro | Itália                       | 2 – 1     | Coreia do Sul        | Estádio Ahmadou Bello, Kaduna           |
| 16:00         | Camporese 56' · Iemmello 61' | Relatório | Kim Jin-Su 30' (pen) | Público: 11,400 Árbitro: CHI Pablo Pozo |

| 29 de outubro | Uruguai                 | 2 – 0     | Argélia | Estádio Ahmadou Bello, Kaduna              |
| 19:00         | Luna 47' · Gallegos 70' | Relatório |         | Público: 13,879 Árbitro: HUN Viktor Kassai |

| 1 de novembro | Coreia do Sul                       | 2 – 0     | Argélia | Estádio Ahmadou Bello, Kaduna               |
| 19:00         | Lee Jong-Ho 12' · Son Heung-Min 22' | Relatório |         | Público: 14,755 Árbitro: NZL Michael Hester |

| 1 de novembro | Itália | 0 – 0     | Uruguai | Estádio Sani Abacha, Kano                       |
| 19:00         |        | Relatório |         | Público: 20,000 Árbitro: NOR Tom Henning Øvrebø |

### Melhores terceiros classificados
As melhores quatro seleções terceiro colocadas nos grupos também avançaram para as oitavas-de-final.
| Selecção               | Pts | J | V | E | D | GM | GS | +/- | FP | Grupo |
| ---------------------- | --- | - | - | - | - | -- | -- | --- | -- | ----- |
| Alemanha               | 4   | 3 | 1 | 1 | 1 | 7  | 6  | +1  | -4 | A     |
| Uruguai                | 4   | 3 | 1 | 1 | 1 | 3  | 3  | 0   | -3 | F     |
| Nova Zelândia          | 3   | 3 | 0 | 3 | 0 | 3  | 3  | 0   | -3 | D     |
| Emirados Árabes Unidos | 3   | 3 | 1 | 0 | 2 | 3  | 4  | -1  | -5 | E     |
| Brasil                 | 3   | 3 | 1 | 0 | 2 | 3  | 4  | -1  | -6 | B     |
| Países Baixos          | 3   | 3 | 1 | 0 | 2 | 3  | 4  | -1  | -6 | C     |

Emirados Árabes Unidos, Brasil e Países Baixos desempataram no "fair play", último critério antes do sorteio. Esse sistema define uma pontuação de acordo com o número de cartões amarelos e vermelhos recebidos por cada seleção, sendo: -1 para cada cartão amarelo, -3 por cartão vermelho (ou dois cartões amarelos no mesmo jogo) e -4 em caso de cartão amarelo seguido de um cartão vermelho direto no mesmo jogo.

## Fases finais
|  | Oitavas de final          | Oitavas de final          |                         |       | Quartas de final | Quartas de final |                        |                        | Semifinais | Semifinais |  |  | Final | Final |
|  |                           |                           |                         |       |                  |                  |                        |                        |            |            |  |  |       |       |
|  | 4 de novembro — Ijebu Ode |                           |                         |       |                  |                  |                        |                        |            |            |  |  |       |       |
|  |                           |                           |                         |       |                  |                  |                        |                        |            |            |  |  |       |       |
|  | Argentina                 | 2                         |                         |       |                  |                  |                        |                        |            |            |  |  |       |       |
|  | Argentina                 | 2                         | 8 de novembro — Bauchi  |       |                  |                  |                        |                        |            |            |  |  |       |       |
|  | Colômbia                  | 3                         |                         |       |                  |                  |                        |                        |            |            |  |  |       |       |
|  | Colômbia                  | 3                         | Colômbia (pen)          | 1 (5) |                  |                  |                        |                        |            |            |  |  |       |       |
|  | 4 de novembro — Enugu     |                           | Colômbia (pen)          | 1 (5) |                  |                  |                        |                        |            |            |  |  |       |       |
|  |                           | Turquia                   | 1 (3)                   |       |                  |                  |                        |                        |            |            |  |  |       |       |
|  | Turquia                   | Turquia                   | 1 (3)                   | 2     |                  |                  |                        |                        |            |            |  |  |       |       |
|  | Turquia                   |                           | 12 de novembro — Lagos  | 2     |                  |                  |                        |                        |            |            |  |  |       |       |
|  | Emirados Árabes Unidos    | 0                         |                         |       |                  |                  |                        |                        |            |            |  |  |       |       |
|  | Emirados Árabes Unidos    | 0                         | Colômbia                | 0     |                  |                  |                        |                        |            |            |  |  |       |       |
|  | 4 de novembro — Lagos     |                           | Colômbia                | 0     |                  |                  |                        |                        |            |            |  |  |       |       |
|  |                           | Suíça                     | 4                       |       |                  |                  |                        |                        |            |            |  |  |       |       |
|  | Suíça (pro)               | Suíça                     | 4                       | 4     |                  |                  |                        |                        |            |            |  |  |       |       |
|  | Suíça (pro)               | 8 de novembro — Ijebu Ode |                         | 4     |                  |                  |                        |                        |            |            |  |  |       |       |
|  | Alemanha                  | 3                         |                         |       |                  |                  |                        |                        |            |            |  |  |       |       |
|  | Alemanha                  | 3                         | Suíça                   | 2     |                  |                  |                        |                        |            |            |  |  |       |       |
|  | 4 de novembro — Kaduna    |                           | Suíça                   | 2     |                  |                  |                        |                        |            |            |  |  |       |       |
|  |                           | Itália                    | 1                       |       |                  |                  |                        |                        |            |            |  |  |       |       |
|  | Itália                    | Itália                    | 1                       | 2     |                  |                  |                        |                        |            |            |  |  |       |       |
|  | Itália                    |                           | 15 de novembro — Abuja  | 2     |                  |                  |                        |                        |            |            |  |  |       |       |
|  | Estados Unidos            | 1                         |                         |       |                  |                  |                        |                        |            |            |  |  |       |       |
|  | Estados Unidos            | 1                         | Suíça                   | 1     |                  |                  |                        |                        |            |            |  |  |       |       |
|  | 5 de novembro — Kano      |                           | Suíça                   | 1     |                  |                  |                        |                        |            |            |  |  |       |       |
|  |                           | Nigéria                   | 0                       |       |                  |                  |                        |                        |            |            |  |  |       |       |
|  | Espanha                   | Nigéria                   | 0                       | 4     |                  |                  |                        |                        |            |            |  |  |       |       |
|  | Espanha                   | 9 de novembro — Kaduna    |                         | 4     |                  |                  |                        |                        |            |            |  |  |       |       |
|  | Burquina Fasso            | 1                         |                         |       |                  |                  |                        |                        |            |            |  |  |       |       |
|  | Burquina Fasso            | 1                         | Espanha (pen)           | 3 (4) |                  |                  |                        |                        |            |            |  |  |       |       |
|  | 5 de novembro — Calabar   |                           | Espanha (pen)           | 3 (4) |                  |                  |                        |                        |            |            |  |  |       |       |
|  |                           | Uruguai                   | 3 (2)                   |       |                  |                  |                        |                        |            |            |  |  |       |       |
|  | Irã                       | Uruguai                   | 3 (2)                   | 1     |                  |                  |                        |                        |            |            |  |  |       |       |
|  | Irã                       |                           | 12 de novembro — Lagos  | 1     |                  |                  |                        |                        |            |            |  |  |       |       |
|  | Uruguai (pro)             | 2                         |                         |       |                  |                  |                        |                        |            |            |  |  |       |       |
|  | Uruguai (pro)             | 2                         | Espanha                 | 1     |                  |                  |                        |                        |            |            |  |  |       |       |
|  | 5 de novembro — Bauchi    |                           | Espanha                 | 1     |                  |                  |                        |                        |            |            |  |  |       |       |
|  |                           | Nigéria                   | 3                       |       | Terceiro lugar   | Terceiro lugar   |                        |                        |            |            |  |  |       |       |
|  | México                    | Nigéria                   | 3                       | 1 (3) | Terceiro lugar   | Terceiro lugar   |                        |                        |            |            |  |  |       |       |
|  | México                    | 9 de novembro — Calabar   | 9 de novembro — Calabar | 1 (3) |                  |                  | 15 de novembro — Abuja | 15 de novembro — Abuja |            |            |  |  |       |       |
|  | Coreia do Sul (pen)       | 9 de novembro — Calabar   | 9 de novembro — Calabar | 1 (5) |                  |                  | 15 de novembro — Abuja | 15 de novembro — Abuja |            |            |  |  |       |       |
|  | Coreia do Sul (pen)       | Coreia do Sul             | 1                       | 1 (5) | Colômbia         | 0                |                        |                        |            |            |  |  |       |       |
|  | 5 de novembro — Abuja     | Coreia do Sul             | 1                       |       | Colômbia         | 0                |                        |                        |            |            |  |  |       |       |
|  |                           | Nigéria                   | 3                       |       | Espanha          | 1                |                        |                        |            |            |  |  |       |       |
|  | Nigéria                   | Nigéria                   | 3                       | 5     | Espanha          | 1                |                        |                        |            |            |  |  |       |       |
|  | Nigéria                   |                           |                         | 5     |                  |                  |                        |                        |            |            |  |  |       |       |
|  | Nova Zelândia             | 0                         |                         |       |                  |                  |                        |                        |            |            |  |  |       |       |
|  | Nova Zelândia             | 0                         |                         |       |                  |                  |                        |                        |            |            |  |  |       |       |

### Oitavas-de-final
| 4 de novembro | Argentina                       | 2 – 3     | Colômbia                                  | Estádio Gateway, Ijebu Ode                  |
| 16:00         | González Pirez 17' · Araújo 57' | Relatório | Murillo 63' · Blanco 88' · Quiñónez 90+1' | Público: 12,460 Árbitro: GER Wolfgang Stark |

| 4 de novembro | Itália                     | 2 – 1     | Estados Unidos | Estádio Ahmadu Bello, Kaduna                 |
| 16:00         | Beretta 29' · Iemmello 56' | Relatório | Palodichuk 51' | Público: 11,301 Árbitro: PAR Carlos Amarilla |

| 4 de novembro | Turquia                | 2 – 0     | Emirados Árabes Unidos | Estádio Nnamdi Azikiwe, Enugu             |
| 19:00         | Şeker 2' · Özbek 90+2' | Relatório |                        | Público: 16,782 Árbitro: SEY Eddy Maillet |

| 4 de novembro | Suíça                                                                   | 4 – 3 (pro) | Alemanha                            | Estádio Teslim Balogun, Lagos               |
| 19:00         | Rodríguez 35' · Seferović 49' · Gonçalves 101' · Ben Khalifa 116' (pen) | Relatório   | Götze 39' · Trinks 78' · Malli 118' | Público: 15,515 Árbitro: URU Martín Vázquez |

| 5 de novembro | Espanha                                   | 4 – 1     | Burquina Fasso | Estádio Sani Abacha, Kano                   |
| 16:00         | Roberto 19', 56', 67' · Carmona 83' (pen) | Relatório | Ibrango 26'    | Público: 14,000 Árbitro: NZL Michael Hester |

| 5 de novembro | México       | 1 – 1 (pro) | Coreia do Sul      | Estádio Abubarkar Tafawa Balewa, Bauchi   |
| 16:00         | Madrigal 44' | Relatório   | Kim Dong-Jin 90+2' | Público: 11,589 Árbitro: RSA Jerome Damon |

|                            |       | Penalidades                                             |  |
| Campos Basulto García Vera | 3 – 5 | Lee Kang An Jin-Beom Kim Jin-Su Lee Jong-Ho Lee Min-Soo |  |

| 5 de novembro | Irã          | 1 – 2 (pro) | Uruguai             | Estádio U.J. Esuene, Calabar                |
| 19:00         | Esmaeil 119' | Relatório   | Gallegos 104', 117' | Público: 3,600 Árbitro: FRA Stephane Lannoy |

| 5 de novembro | Nigéria                                            | 5 – 0     | Nova Zelândia | Estádio Nacional, Abuja                      |
| 19:00         | Egbedi 14', 28' · S. Okoro 24' · Emmanuel 75', 79' | Relatório |               | Público: 35,200 Árbitro: SUI Massimo Busacca |

### Quartas-de-final
| 8 de novembro | Colômbia  | 1 – 1 (pro) | Turquia   | Estádio Abubarkar Tafawa Balewa, Bauchi      |
| 16:00         | Ramos 90' | Relatório   | Demir 20' | Público: 11,532 Árbitro: MLI Koman Coulibaly |

|                                    |       | Penalidades              |  |
| Arias Murillo Ramos Cataño Cuéllar | 5 – 3 | Gülle Şeker Iravul Alkan |  |

| 8 de novembro | Suíça                      | 2 – 1     | Itália      | Estádio Gateway, Ijebu Ode                 |
| 19:00         | Ben Khalifa 24' · Buff 62' | Relatório | Carraro 32' | Público: 13,482 Árbitro: HUN Viktor Kassai |

| 9 de novembro | Espanha                         | 3 – 3 (pro) | Uruguai                                | Estádio Ahmadu Bello, Kaduna               |
| 16:00         | Isco 18' (pen) · Borja 49', 51' | Relatório   | Luna 11' · Mezquida 71' · Gallegos 84' | Público: 10,281 Árbitro: GUA Carlos Batres |

|                                     |       | Penalidades                        |  |
| Gómez Borja Aurtenetxe Sarabia Isco | 4 – 2 | Gallegos Barreto Laureiro Mezquida |  |

| 9 de novembro | Coreia do Sul     | 1 – 3     | Nigéria                            | Estádio U.J. Esuene, Calabar            |
| 19:00         | Son Heung-Min 40' | Relatório | Azeez 23' · Ajagun 50' · Envoh 85' | Público: 9,100 Árbitro: ENG Howard Webb |

### Semifinais
| 12 de novembro | Colômbia | 0 – 4     | Suíça                                                                  | Estádio Teslim Balogun, Lagos               |
| 16:00          |          | Relatório | Ben Khalifa 14' (pen) · Seferović 36' · Martignoni 50' · Rodríguez 68' | Público: 18,011 Árbitro: NZL Michael Hester |

| 12 de novembro | Espanha   | 1 – 3     | Nigéria                          | Estádio Teslim Balogun, Lagos                |
| 19:00          | Borja 83' | Relatório | S. Okoro 30' · Emmanuel 61', 71' | Público: 24,000 Árbitro: UZB Ravshan Irmatov |

### Terceiro lugar
| 15 de novembro | Colômbia | 0 – 1     | Espanha  | Estádio Nacional, Abuja                      |
| 16:00          |          | Relatório | Isco 75' | Público: 40,000 Árbitro: MLI Koman Coulibaly |

### Final
| 15 de novembro | Suíça         | 1 – 0     | Nigéria | Estádio Nacional, Abuja                     |
| 19:00          | Seferović 63' | Relatório |         | Público: 60,000 Árbitro: URU Martín Vázquez |

## Premiação
| Copa do Mundo FIFA Sub-17 de 2009 |
| Suíça                             |
| --------------------------------- |
| SUÍÇA Campeã (1º título)          |

| Chuteira de Ouro | Bola de Ouro      | Luva de Ouro          | Troféu FIFA Fair Play |
| ---------------- | ----------------- | --------------------- | --------------------- |
| ESP Borja        | NGA Sani Emmanuel | SUI Benjamin Siegrist | Nigéria               |

## Artilharia
| 5 gols (4) - ESP Borja - NGA Sani Emmanuel - SUI Haris Seferović - URU Sebastián Gallegos 4 gols (1) - SUI Nassim Ben Khalifa 3 gols (11) - ARG Sergio Araújo - ESP Adrià Carmona - ESP Isco - ESP Sergi Roberto - GER Lennart Thy - GER Mario Götze - KOR Son Heung-Min - NGA Edafe Egbedi - NGA Stanley Okoro - SUI Ricardo Rodríguez - TUR Muhammet Demir 2 gols (13) - BFA Abdoulaye Ibrango - COL Gustavo Cuéllar - ESP Alvaro Morata - GAM Ebrima Bojang - ITA Federico Carraro - ITA Pietro Iemmello - JPN Takumi Miyatoshi - KOR Lee Jong-Ho - NGA Abdul Ajagun - TUR Engin Bekdemir - UAE Mohammad Sebil - URU Adrián Luna - USA Jack McInerney | 1 gol (67) - ARG Esteban Espíndola - ARG Esteban Orfano - ARG Leandro González Pirez - BFA Bertrand Traoré - BFA Louckmane Ouedraogo - BFA Victor Nikiema - BFA Zidane Zoungrana - BRA Guilherme - BRA Neymar - BRA Wellington - COL Deiner Córdoba - COL Fabián Castillo - COL Héctor Quiñónez - COL Jean Blanco - COL Jeison Murillo - COL Jorge Luís Ramos - CRC Joel Campbell - CRC Jonathan Moya - CRC Juan Golobio - ESP Javier Espinosa - ESP Pablo Sarabia - GAM Lamin Sarjo Samateh - GER Florian Trinks - GER Kevin Volland - GER Shkodran Mustafi - GER Yunus Malli - HON Antony Lozano - IRN Kaveh Rezaei - IRN Milad Gharibi - IRN Payam Sadeghian - IRN Afshin Esmaeil - ITA Giacomo Beretta - ITA Michele Camporese - JPN Kenyu Sugimoto - JPN Shuto Kojima | 1 gol (continuação) - JPN Yoshiaki Takagi - KOR Kim Dong-Jin - KOR Kim Jin-Su - KOR Nam Seung-Woo - MEX Carlos Campos - MEX Carlos Parra - MEX Guillermo Madrigal - MEX Miguel Basulto - MWI Bruno Milanzi - NED Luc Castaignos - NED Oguzhan Özyakup - NED Tom Boere - NGA Kenneth Omeruo - NGA Omoh Ojabu - NGA Ramon Azeez - NGA Terry Envoh - NZL Gordon Murie - NZL Jack Hobson-McVeigh - NZL Michael Built - SUI André Gonçalves - SUI Bruno Martignoni - SUI Granit Xhaka - SUI Oliver Buff - SUI Pajtim Kasami - TUR Furkan Şeker - TUR Gokay Iravul - TUR Ömer Ali Sahiner - TUR Ufuk Özbek - UAE Marwan Al Saffar - URU Gabriel Mezquida - USA Alex Shinsky - USA Nick Palodichuk Gol contra (1) - MEX José Rodríguez (para a Suíça) |